# İmanverdili
İmanverdili (azerbajdzjanska: İmamverdili) är en ort i Azerbajdzjan.   Den ligger i distriktet Bejläqan, i den centrala delen av landet, 180 km väster om huvudstaden Baku. İmanverdili ligger 16 meter över havet och antalet invånare är 1 200.
Terrängen runt İmanverdili är mycket platt. Närmaste större samhälle är Imishli, 18,8 km nordost om İmanverdili. 
Trakten runt İmanverdili består till största delen av jordbruksmark. Runt İmanverdili är det ganska tätbefolkat, med 58 invånare per kvadratkilometer.